# Selo, Šmarjeta v Rožu
Selo (nemško Seel) je naselje v Občini Šmarjeta v Rožu v Okraju Celovec-dežela na Koroškem v Avstriji.